# (500555) 2012 UG46
(500555) 2012 UG46 es un asteroide perteneciente al cinturón de asteroides, descubierto el 19 de septiembre de 2001 por el equipo del Lincoln Near-Earth Asteroid Research desde el Laboratorio Lincoln, Socorro, Nuevo México, Estados Unidos.

## Designación y nombre
Designado provisionalmente como 2012 UG46.

## Características orbitales
2012 UG46 está situado a una distancia media del Sol de 3,062 ua, pudiendo alejarse hasta 3,811 ua y acercarse hasta 2,313 ua. Su excentricidad es 0,244 y la inclinación orbital 5,508 grados. Emplea 1957,87 días en completar una órbita alrededor del Sol.

## Características físicas
La magnitud absoluta de 2012 UG46 es 16,8. 